# Taiobeiras (ort)
Taiobeiras är en ort i Brasilien.   Den ligger i kommunen Taiobeiras och delstaten Minas Gerais, i den östra delen av landet, 600 km öster om huvudstaden Brasília. Taiobeiras ligger 832 meter över havet och antalet invånare är 24 351.
Terrängen runt Taiobeiras är kuperad åt sydväst, men åt nordost är den platt.
Omgivningarna runt Taiobeiras är huvudsakligen savann. Runt Taiobeiras är det ganska glesbefolkat, med 24 invånare per kvadratkilometer.